# New York Yanks
I New York Yanks sono stati una squadra di football americano della National Football League con sede a New York. Hanno fatto parte della National Conference, disputando 3 stagioni dal 1949 al 1951, la prima col nome di New York Bulldogs.

## Giocatori importanti

### Membri della Pro Football Hall of Fame
Quello che segue è l'elenco delle personalità che hanno fatto parte dei New York Yanks che sono state ammesse nella Pro Football Hall of Fame con l'indicazione del ruolo ricoperto nella squadra, il periodo di appartenenza e la data di ammissione (secondo cui è stato ordinato l'elenco).
New York Bulldogs
- Bobby Layne, quarterback nel 1949, ammesso nel 1967

New York Yanks
- Art Donovan, defensive tackle nel 1951, ammesso nel 1968
- Mike McCormack, offensive tackle nel 1951, ammesso nel 1984.